# Aurelius và Natalia

Aurelius và Natalia (cùng chết vào năm 852) là một cặp vợ chồng đã tử vì đạo Kitô giáo dưới thời cai trị của Abd ar-Rahman II, Thống lãnh của xứ Córdoba, và duoc xem là một trong số các Thánh Tử Đạo của vùng Córdoba.

## Cải đạo
Aurelius là con trai của một người cha Hồi giáo và mẹ là người Kitô giáo. Ông bí mật theo Kitô giáo, cũng giống như Natalia vợ của ông, cũng là con của một người cha Hồi giáo nhưng cũng bí mật theo Kito giáo. Bên ngoài thì họ được xem như người Hồi giáo nhưng thật ra họ đã trở lại đạo Công giáo và thực hành đức tin trong bí mật. Một trong những người anh em họ Aurelius là Felix chấp nhận Hồi giáo trong một thời gian ngắn nhưng sau đó lại cải đạo trở lại sang Kitô giáo và kết hôn với một người phụ nữ Kitô giáo tên là Liliosa.
Khi quân Hồi giáo đánh chiếm xứ Cordova, thuộc Tây Ban Nha vào thế kỷ thứ VIII, thì ban đầu họ cho người Công giáo được tự do hành đạo. Nhưng sau khi chúng đã bình trị xong toàn xứ họ áp dụng chính sách phân biệt đối xử với người Kitô giáo. Khi Aurelius thấy một người Công giáo bị đem ra đánh đập và sỉ nhục vì đã tuyên xưng đức tin trước mặt mọi người mà không hề sợ hãi. Điều đó khiến hai vợ chồng Natalia và Aurelius công khai tuyên xưng đức tin và Họ can đảm đến nhà tù thăm các Kitô hữu đang bị giam cầm.

## Bị xử tử
Theo Luật Sharia, tất cả bốn người trong số họ đã được yêu cầu xưng Hồi giáo. Và tất cả họ đều nhanh chóng bị bắt giữ vì là người bội giáo từ đạo Hồi. Họ được yêu cầu cải đạo nhưng họ từ chối, và bị chặt đầu. Họ đã chịu tử đạo với một vị tu sĩ địa phương, George, người đã công khai lên tiếng chống lại vị tiên tri Mohammed. George là một tu sĩ của tu viện Sabas ở Jerusalem đến Ai Cập và châu Âu để quyên tiền giúp cho tu viện. Vì không được kết tội như các Kitô hữu khác, George đã công khai tuyên xưng đức tin Công giáo và lên tiếng công kích sự độc ác của người Hồi giáo. Ông đã được đề nghị ân xá vì là người nước ngoài, nhưng đã chọn lựa tố cáo Hồi giáo thêm một lần nữa và chết với những người khác.
Họ được coi là vị thánh trong Giáo hội Giáo hội Công giáo Rôma, với một ngày lễ của ngày 27 tháng 7.